# Paul Neidhart
Paul Neidhart (* 1920; † 2007) war ein Schweizer Gymnasiallehrer, Politiker (VEW) und Sachbuchautor.

## Leben
Neidhart war Mathematiklehrer am Mathematisch-Naturwissenschaftlichen Gymnasium Basel, Redaktor des Basler Schulblatts und Ausbilder von Mathematiklehrern am Kantonalen Lehrerseminar Basel-Stadt. Von 1966 bis 1976 gehörte er dem Grossen Rat des Kantons Basel-Stadt an, wo er als Drogenpolitiker hervortrat und die Begnadigungskommission präsidierte.

## Publikationen
- Psychologischer Leitfaden für Jugendleiter. Zwingli-Verlag, Zürich 1947; später: Jugendpsychologie: Eine Einführung für Jugendleiter, Erzieher und Fürsorger. 4. Auflage 1966.
- Die Abstinenzbewegung in der Sackgasse: Ein Diskussionsbeitrag. Blaukreuz-Verlag, Bern 1968.